# Leopold Simperl
Leopold Simperl (* 7. April 1942 in Wien) ist ein ehemaliger österreichischer Politiker (SPÖ) und Geschäftsführer. Er war von 1989 bis 1991 Mitglied des Bundesrates.

## Ausbildung und Beruf
Simperl absolvierte die Pflichtschule und erlernte danach den Beruf des Malers, Anstreichers sowie Lackierers. Parallel dazu besuchte Simperl die Berufsschule. Er absolvierte dazu zwischen 1964 und 1971 verschiedene Kurse und Seminare. Des Weiteren besuchte Simperl von 1970 bis 1971 die Sozialakademie der Kammer für Arbeiter und Angestellte in der Hinterbrühl und bildete sich als außerordentlicher Hörer an der Universität Wien weiter. Er legte zudem die Berufsreifeprüfung ab und studierte in der Folge Volkswirtschaft, Publizistik und Politikwissenschaft. 1980 schloss er sein Studium mit der Promotion zum Doktor der Doktor der Sozial- und Wirtschaftswissenschaften (Dr. rer. soc. oec.) ab. Beruflich war Simperl in seinem erlernten Beruf als Maler, Anstreicher und Lackierer tätig. Er war zudem Managementkoordinator im Marketingbereich und ab 1984 Geschäftsführer des Getreidewirtschaftsfonds.

## Politik und Funktionen
Leopold Simperl trat 1967 der Sozialistischen Partei Österreichs bei und wurde 1983 Mitglied des Bundesparteirates der Sozialistischen Partei. Er war zudem ab 1989 Mitglied des Bezirksausschusses der SPÖ Wien-Meidling und gehörte als Klubmitglied der Sozialistischen Fraktion im Wiener Landtag und im Wiener Gemeinderat an. Er war des Weiteren ab 1989 Vorsitzender der Gewerkschaft der Lebens- und Genußmittelarbeiter und Mitglied des Bundesvorstandes des Österreichischen Gewerkschaftsbundes. Des Weiteren fungierte er als Vorsitzender des Österreichischen Gewerkschaftsbundes-Integrationsausschusses EG-EFTA sowie Vorsitzender des Internationalen ÖGB-Ausschusses. Vom 15. Dezember 1989 bis zum 8. Dezember 1991 vertrat Simperl die Sozialdemokratische Partei Wiens im Österreichischen Bundesrat. Simperl wurde zuletzt 2001 am 3. Gewerkschaftstag der Gewerkschaft Agrar-Nahrung-Genuß mit 99,2 zum Vorsitzenden gewählt. 2003 wurde Simperl zum Mitglied des Verwaltungsrates der Agrarmarkt Austria gewählt.